# Desperacja (film 1988)
Desperacja – polski film historyczny z 1988 roku.
Film kręcony w Warszawie (Nowe Miasto, Cytadela).
W filmie wykorzystano obrazy z Muzeum X Pawilonu Cytadeli Warszawskiej.

## Obsada aktorska
- Maria Krawczyk - Katarzyna Zaborowska
- Krzysztof Ibisz - Marcin (Stefan Bobrowski)
- Janusz Zakrzeński - pułkownik Huber
- Leszek Zdybał - major Dymitr Woroncow
- Piotr Zawadzki - Władysław Daniłowski
- Cezary Nowak - Adam Asnyk
- Bogusław Semotiuk - Włodzimierz Wolski
- Krzysztof Kaczmarek - Wiciak
- Wojciech Asiński - Bareta
- Zbigniew Bogdański - Abramowicz
- Michał Szewczyk - szpicel